# 秩父山地
秩父山地（日语：／ Chichibu sanchi */?）是日本關東地方與中部地方的山地，橫跨群馬縣、埼玉縣、東京都、神奈川縣、長野縣、山梨縣1都5縣。也稱秩父山系、秩父連山。最高峰是北奧千丈岳，標高2,601公尺。
秩父山地一般是指關東山地相模川以北的部分，範圍大略上東起關東平野西端，南臨相模川、桂川與笹子峠、甲府盆地北端，西接JR小海線，北至碓冰峠（部分山域除外）。

## 西～南部：奧秩父山地
秩父山地的中心，也稱奧秩父山地、奧秩父山塊。其中的126,259公頃屬於秩父多摩甲斐國立公園。

### 主稜線主要山岳
- 北奧千丈岳（日语：北奥千丈岳） (2,601m)
- 金峰山（甲州御岳山） (2,599m) - 日本百名山

- 國師岳（日语：国師岳） (2,592m) - 日本三百名山
- 朝日岳（日语：朝日岳 (山梨県・長野県)）（朝日山） (2,579m)
- 甲武信岳 (2,475m) - 日本百名山
- 木賊山（日语：木賊山 (山)）（雲切山） (2,468m)
- 小川山（日语：小川山） (2,418m)
- 水晶山（日语：水晶山 (奥秩父)） (2,158m)
- 唐松尾山（日语：唐松尾山） (2,109m)
- 飛龍山（日语：飛竜山）（大洞山） (2,077m)
- 雲取山 (2,017m) - 日本百名山
- 笠取山（日语：笠取山 (奥秩父)） (1,953m)
- 芋木尖峰（日语：芋木ノドッケ） (1,946m)
- 橫尾山（日语：横尾山） (1,818m)
- 飯盛山（日语：飯盛山 (長野県南佐久郡)） (1,643m)
- 蕎麥粒山（日语：蕎麦粒山 (東京都・埼玉県)） (1,473m)
- 棒之折山（日语：棒ノ折山）（棒之嶺） (969m)

### 北側主要山岳
- 三寶山（日语：三宝山） (2,483m)
- 五郎山（日语：五郎山_(長野県南佐久郡)） (2,131.7m)
- 御座山（日语：御座山） (2,112m) - 日本二百名山
- 和名倉山（日语：和名倉山）（白石山） (2,036m) - 日本二百名山
- 御巢鷹山（日语：御巣鷹山） (1,639m)
- 高天原山（蟻峰） (1,979m) - 1985年8月12日日本航空123號班機空難地點。
- 白岩山（日语：白岩山 (埼玉県)） (1,921m)
- 三國山（日语：三国山 (奥秩父)） (1,834m)
- 白泰山（日语：白泰山） (1,793.9m)
- 兩神山 (1,723m) - 日本百名山
- 諏訪山（日语：諏訪山） (1,549m) - 日本三百名山
- 霧藻峰（日语：霧藻ヶ峰） (1,523m)
- 南天山（日语：南天山） (1,483m)
- 熊倉山（日语：熊倉山 (埼玉県)） (1,426.5m)
- 妙法岳（日语：妙法が岳） (1,329m)
- 武甲山 (1,304m) - 日本二百名山
- 大持山（日语：大持山） (1,294m)
- 諏訪山（日语：諏訪山 (群馬県・埼玉県)） (1,207.1m)
- 御岳山（秩父御岳山） (1,080.4m)

### 南側主要山岳
- 奧千丈岳（日语：奥千丈岳） (2,409m)
- 黑金山（日语：黒金山 (山梨県)） (2,231.6m)
- 瑞牆山（日语：瑞牆山） (2,230m) - 日本百名山
- 雞冠山（日语：鶏冠山 (山梨県山梨市)） (2,177m)
- 大菩薩嶺（大菩薩岳） (2,057m) - 日本百名山
- 乾德山（日语：乾徳山） (2,031m) - 日本二百名山
- 小金澤山（日语：小金沢山） (2,014m)
- 雁腹摺山（日语：雁ヶ腹摺山） (1,874m)
- 金岳（日语：金ガ岳） (1,764m)
- 七石山（日语：七ツ石山） (1,757m)
- 鷹之巢山（日语：鷹ノ巣山 (東京都)） (1,736.6m)
- 雞冠山（日语：鶏冠山 (山梨県甲州市)）（黒川山） (1,716m)
- 茅岳（日语：茅ヶ岳） (1,704m) - 日本二百名山
- 曲岳（日语：曲岳） (1,642m)
- 黑富士（日语：黒富士） (1,635m)
- 瀧子山（日语：滝子山） (1,620m)
- 三頭山（日语：三頭山 (東京都)） (1,531m) - 日本三百名山
- 六石山（日语：六ツ石山） (1,478.9m)
- 源次郎岳（日语：源次郎岳） (1,477m)
- 帶那山（日语：帯那山） (1,422m)
- 御前山（日语：御前山 (東京都)） (1,405m)
- 川苔山（日语：川苔山）（川乘山） (1,363m)
- 太刀岡山（日语：太刀岡山） (1,295m)
- 大岳山（日语：大岳山 (東京都)） (1,266m) - 日本二百名山
- 生藤山（日语：生藤山） (990m)
- 御岳山（武藏御岳山） (929m)

## 東北部：上武山地
山中地溝帶、秩父盆地北側的山地，橫跨埼玉縣與群馬縣。主要河流有北端的鏑川，中部的神流川，南端的赤平川。中央構造線從北往東穿過上武山地。
- 赤久繩山（日语：赤久縄山） (1,523m)
- 稻含山（日语：稲含山） (1370.0m)
- 御荷鉾山（日语：御荷鉾山） (1,287m)
- 二子山（日语：二子山_(埼玉県小鹿野町)） (1,165.8m)
- 父不見山（日语：父不見山） (1,047m)
- 城峯山（日语：城峯山） (1,037.7m)

## 東部：外秩父山地
位於秩父盆地東側的山地，主要指JR八高線西側小川盆地（小川町）周邊山群。範圍涵蓋埼玉縣飯能市、日高市、毛呂山町、越生町、都幾川町、嵐山町西側，小川町與東秩父村的盆地除外全域，寄居町南側，秩父市、皆野町、長瀞町東側。東臨關東平野，西北接荒川，西南至入間川。
- 武川岳（日语：武川岳） (1,051.7m)
- 丸山（日语：丸山 (埼玉県)） (960.3m)
- 堂平山（日语：堂平山） (875.8m)
- 伊豆岳（日语：伊豆ヶ岳） (850.9m)
- 笠山（日语：笠山 (埼玉県)） (837m)
- 大霧山（日语：大霧山） (766.6m)

## 東南端
JR橫濱線西側、國道413號北側山域，為東京都與神奈川縣的縣界，也是多摩川水系與相模川水系的分水嶺。高尾山與其周邊屬明治之森高尾國定公園。
- 陣馬山 (854.8m)
- 高尾山 (599m)

## 北部
荒船山、妙義山為中心的山域，涵蓋群馬縣與長野縣。是約600萬年前活動的古火山地帶。屬妙義荒船佐久高原國定公園。
- 荒船山 (1,423m) - 日本二百名山
- 物見山（日语：物見山 (長野県・群馬県)） (1,376m)
- 熊倉峰（日语：熊倉峰） (1,234m)
- 平尾山（日语：平尾山）（平尾富士） (1,156m)
- 妙義山 (1,103.8m) - 日本二百名山